# Xeberri
Xabier Castillo Miota, más conocido como Xeberri, (1948-2021) fue un cantautor y actor de doblaje español en lengua vasca.
Xeberri fue el primer autor en lanzar un disco musicando la obra de José María Iparraguirre, lo hizo en 1973. Junto a Gontzal Mendibil grabó el disco Zaurietatik dario que contiene piezas relevantes de la canción vasca del último periodo del siglo XX como Bagare o Kapitalismoak y fue un record de ventas en su tiempo con más de 25.000  copias vendidas en el País Vasco en solo seis meses.  Fue un referente de la canción protesta vasca contra el régimen franquista. Tras el nacimiento de la radio televisión vasca, Xeberri trabajó como actor de doblaje en euskera y cantó algunas de las sintonías de algunos programas como Dragoi Bola, la versión en vasco de Bola de dragón.

## Biografía
Xabier Castillo Miota nació el 8 de junio de 1948 en la localidad vizcaína de Durango en el País Vasco en España. En 1968 forma parte del grupo pop vitoriano "Amets" al que puso en marcha cuando estaba estudiando en la capital alavesa, en él se fundía la tradición coral, el pop y la canción vasca con una gran ambición escénica e instrumental. En 1970 edita  en solitario Gizona y  1974 lanza el disco Iparragirre, ilustrado con la imagen del Guernica de Picasso, en el que canta letras de José María Iparraguirre. Al año siguiente ganó  el concurso de "El Abra" que se celebraba en Guecho que le dan relevancia pública.
En 1974 se une con Gontzal Mendibil y lanzan, en 1976, el disco Zaurietatik dario (en castellano Emana de las heridas) con una explícita portada donde se ve una mano en forma de puño agarrando un alambre de espino de la cual emana sangre.  Este disco ha sido uno de los discos más importantes de la  canción protesta producida en el País Vasco. 
Formó parte del grupo "Zimel" que actuaba en las fiestas de barrios y pueblos del País Vasco y, tras la fundación de Euskal Irrati Telebista, entra en el mundo del doblaje. En 1981 comienza a trabajar como actor de doblaje al euskera para la programación de la televisión vasca, Euskal Telebista que inicia su emisión el 31 de diciembre de 1982. Trabajó como actor de doblaje hasta su jubilación en 2011. Puso la voz en euskera a Robert Redford,  Antonio Banderas y a personajes de dibujos animados como Garfield o Yamcha de Bola de dragón donde también cantó la popular canción de apertura Goazen laguno! (¡Vamos amigos!).
Xeberi era un asiduo asistente de lecturas que organizaban algunos literatos y vascos amantes de Durango desde 2014, participaba en todas las ediciones con su guitarra.
Xeberri siguió manteniéndose activo y colaborando en diferentes eventos, muchos de ellos populares, como en el aniversario de Plateruena Kafe Antzokia , como en el ciclo Hitzez eta Ahotsez o el local de la CNT, las tres en Durango, o en un local ocupado de Santutxu. Gari dice de él que 

Lo que está claro  es que Xeberri ha dejado un capítulo importante en el "Libro de Petete" de la música vasca, que no es poco. Más cuando se olvida a las personas rápidamente

.
El 8 de septiembre de 2021, a los 73 años de edad, sufre una caída cuando estaba realizando una reparación en su vivienda, el caserío Erroteta del barrio de Sarria en Berriz, falleciendo a consecuencia de las heridas sufridas.

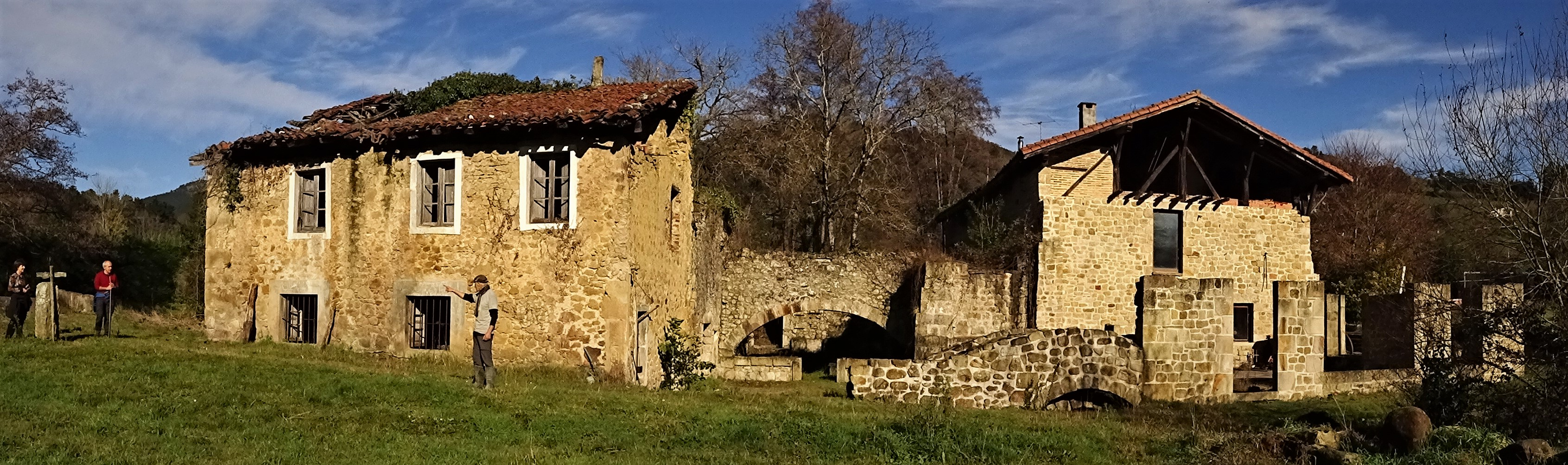
Errota de Xabier "Xeberri" (Foto cortesia de Txema Aretxabala, 2020)

## Zaurietatik dario
Zaurietatik dario, Fluye de las heridas en castellano, es el primer disco del dúo formado por  Gontzal Mendibil y Xabier Castillo Miota Xeberri. El álbum fue lanzado en 1976 por la compañía discográfica IZ. Junto a Gontzal Mendibil y Xabier Castillo Miota Xeberri formaban el grupo el guitarrista Carlos Montero, el pianista Asier Loroño, el flautista José Oliver y el percusionista E. Duarte. El disco se grabó en los estudios Regson de Madrid. Mendibil y Xeberri dieron más de 200 conciertos en año y medio que se mantuvo el dúo.  Del disco, que obtuvo un gran éxito y se ha quedado como un referente de la canción protesta en lengua vasca, se vendieron en seis meses más de 25.000 copias.
El disco contiene  las siguientes piezas:
1. Kapitalismoak (Capitalismo)
2. Kailean zehar (Cruzar la calle )
3. Laster laster (Pronto pronto )

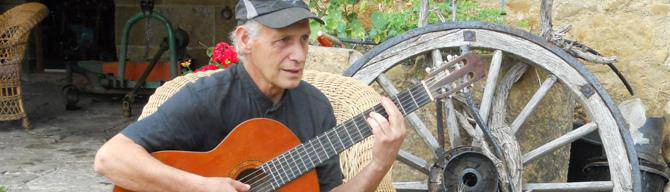
Xeberri cantante (revista Anboto, 2021)

4. Egungo giropean (Bajo el clima actual )
5. Geu askatzaile (Nosotros los libertadores )
6. Bidari (Pasajero )
7. Gogoa nun dugu (Estamos de humor )
8. Gure mutillak (Nuestros chicos )
9. Bagare (Somos )

De ellas Kapitalismoak y Bagare se convirtieron en himnos de la protesta y de la transición en el Euskal Herria popularizándose especialmente  el tema Bagare  que se canta en reuniones, comidas y cenas de amigos. Kapitalismoak se convirtió en un tema de protesta, presente en huelgas y actos políticos en especial de la Izquierda Abertzale. En las Elecciones al Parlamento Vasco de 2020  el Partido Nacionalista Vasco (PNV) utilizó la pieza Gogoa nu dugu en el spot publicitario e Iñigo Urkullu la cantó en el acto de recepción de resultados
Kapitalismoak
El tema  Kapitalismoak (Capitalismo), que  abre el disco Zaurietatik dario fue compuesto y escrito por  Jesús María Markiegi. Tiene un evidente mensaje anticapitalista, socialista y patriótico. En 2004, el grupo "Kloratita" hizo una versión de la canción bajo el título de Biharko Euskal Herria (La mañana de Euskal Herria), que apareció en el disco Inoiz baino gehiago...(Más que nunca...).

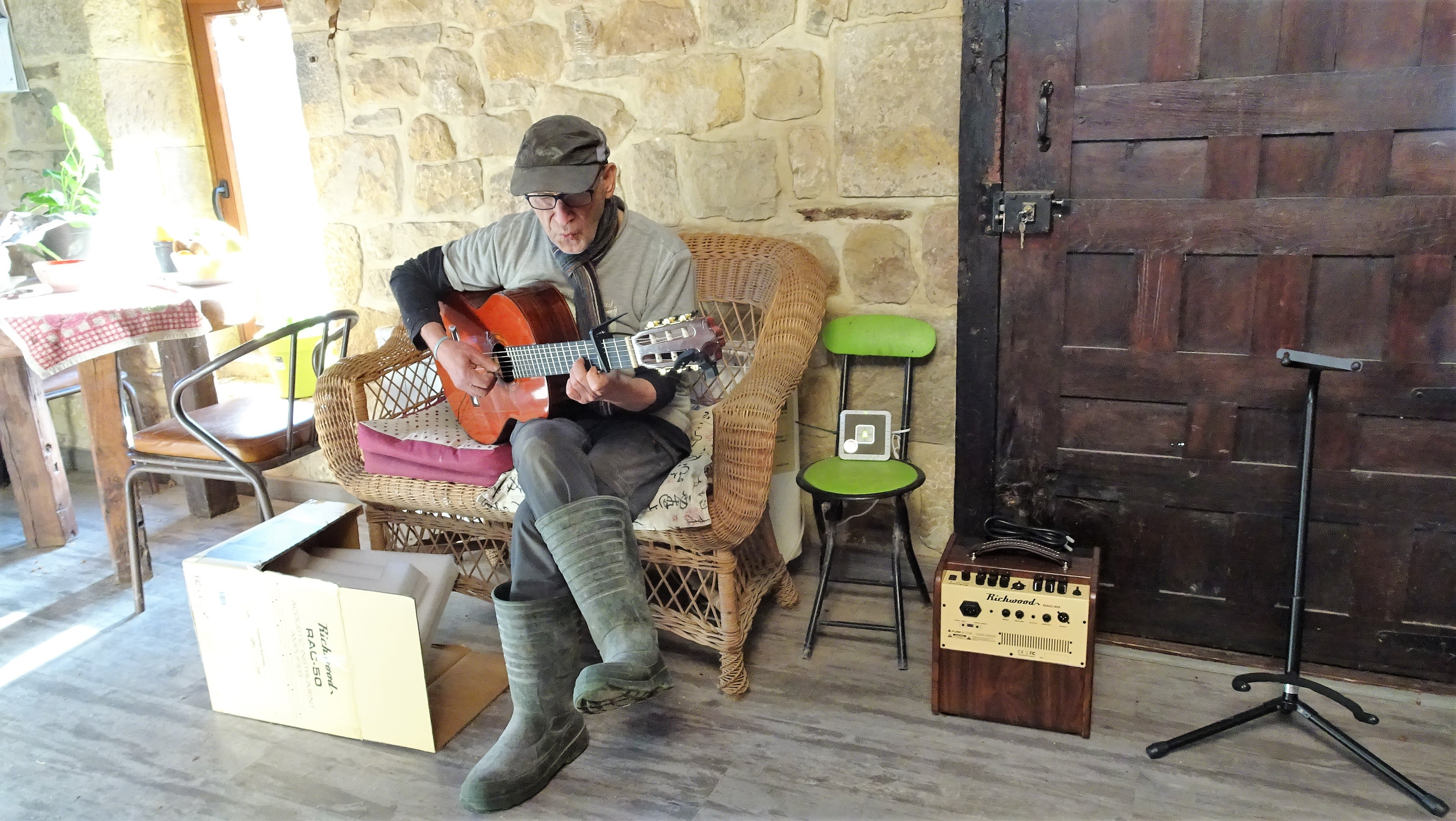
Xabier "Xeberri" en traje de "Faena". (Foto cortesia de Txema Aretxabala, 2020)

El tema se inicia con los siguientes versos:

Kapitalismoak dakarren (El capitalismo trae)

katai ta zapalketa (cadenas y opresion)

izan dadila guretzat (que seamos nosotros)

indar askatzailea (la fuerza liberadora)

Bagare
El tema Bagare (Somos) es el que cierra el álbum  Zaurietatik dario, fue escrita por Bittor Kapanaga y musicada por Gontzal Mendibile  en diciembre de 1974 en la finca Apieta en el barrio de Aramayona de Oleta, cerca de Ochandiano. Se trata de  un juego realizado usando las variaciones de la palabra bagara ("vamos" en euskera) en los diferentes dialectos de la lengua vasca. La canción tiene un mensaje claro para la unidad entre la lengua vasca y el pueblo vasco.
El tema comienzan así:

Araban bagare (En Álava "bagare")

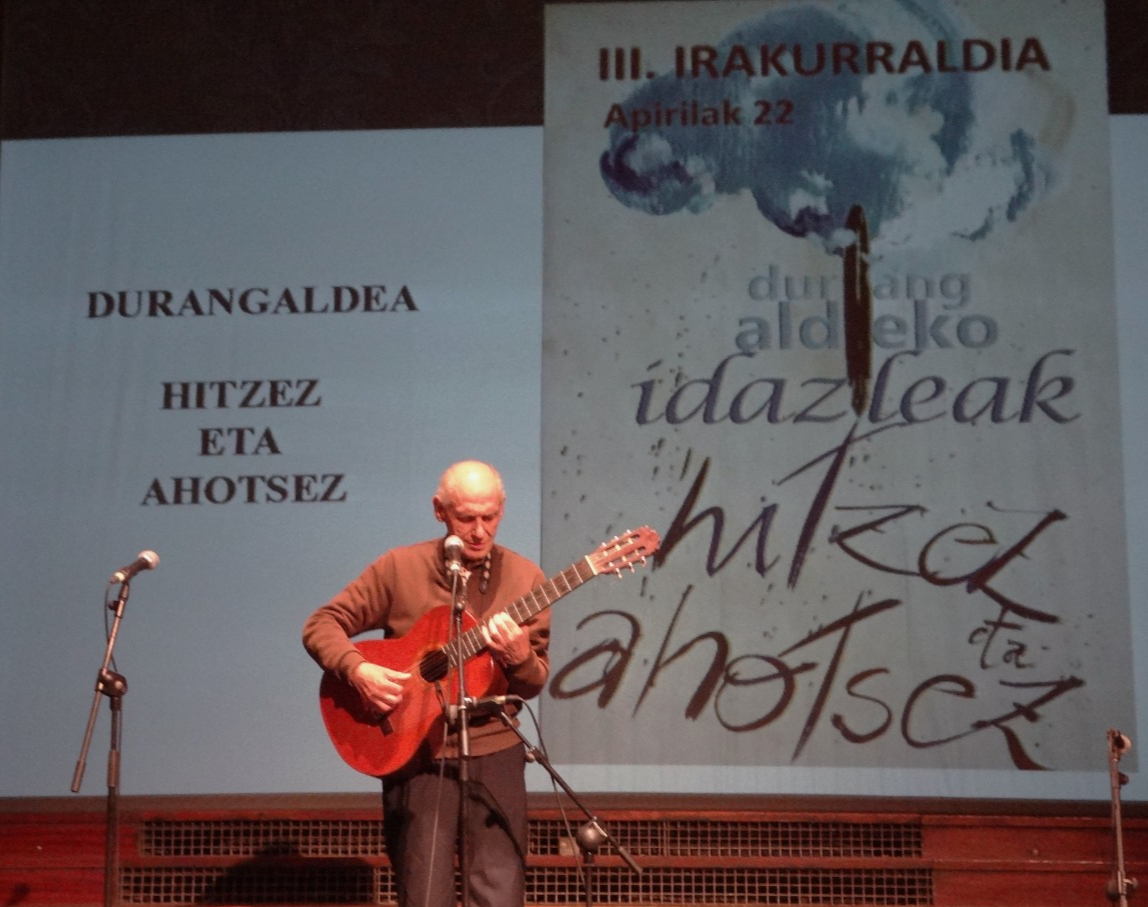
Xeberri, en el ambiente de lectura de Palabras y Voces

Gipuzkun bagera (En Guipúzcoa "bagara"

Xiberun bagire (En Sola "bagire")

ta Bizkaian bagara (En Vizcaya "bagara")

Baita ere, Lapurdi (y también en Labort)

ta Nafarran. (y en Navarra.)

Guztiok gara euskaldun (Todos somos vascohablantes)

guztiok anaiak gara (todos somos hermanos)

nahiz eta hitz ezberdinez (incluso con palabras diferentes)

bat bera dugu hizkera .. (tenemos el mismo idioma)

## Discografía
- Gizona (1970)
- Xeberri Iparragirre (1974)
- Zaurietatik dario (1976)